# Corvara (Tyrol Południowy)

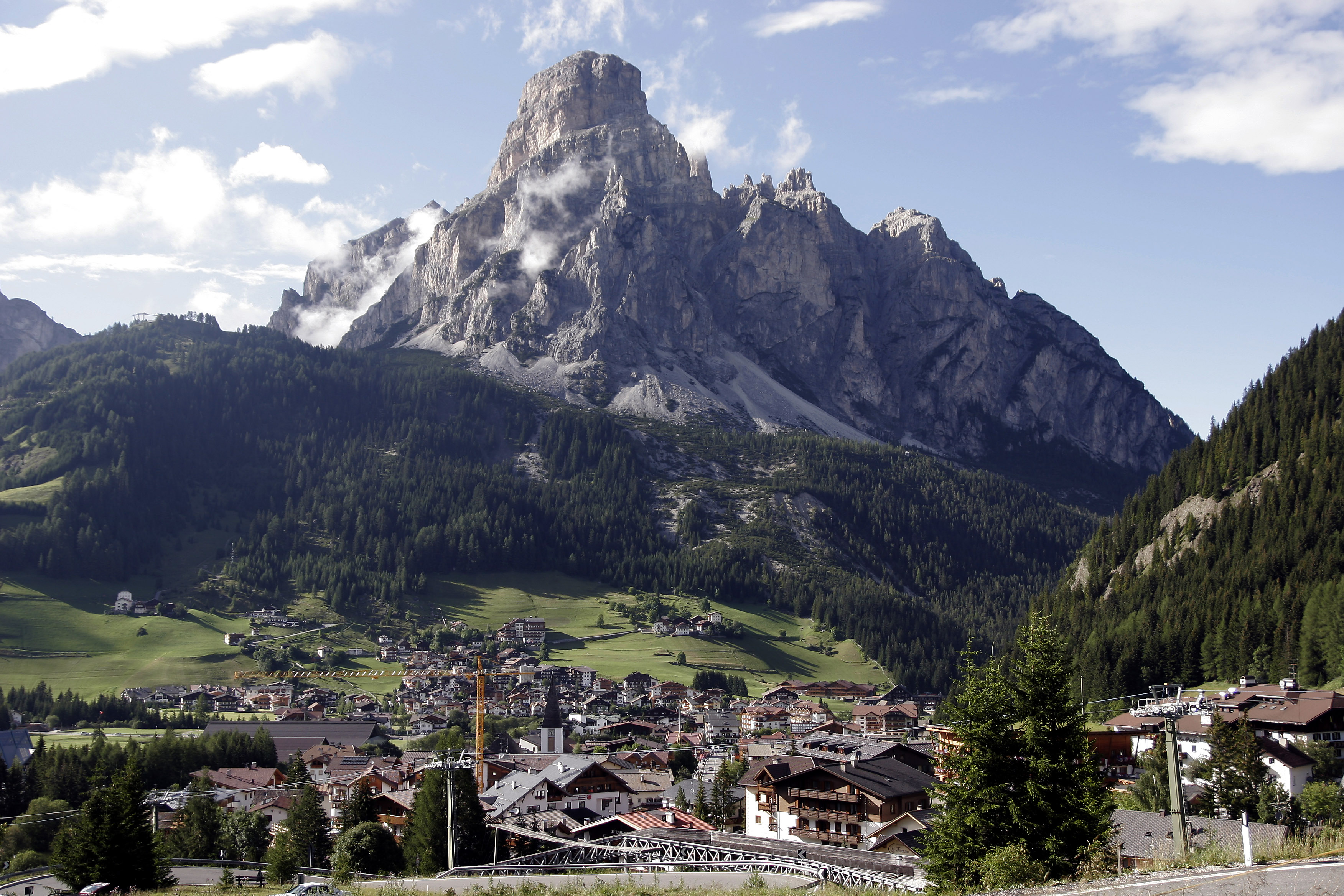
Corvara

Corvara (niem. Corvara, wł. Corvara in Badia) – miejscowość i gmina we Włoszech, w regionie Trydent-Górna Adyga, w prowincji Bolzano (Tyrol Południowy).
Liczba mieszkańców gminy wynosiła 1307 (dane z roku 2009). Język ladyński jest językiem ojczystym dla 91%, niemiecki dla 4,58%, a włoski dla 4,42% mieszkańców (2001).